# Junonia vestina
Junonia vestina is een vlinder uit de familie Nymphalidae. De wetenschappelijke naam van deze soort is voor het eerst voorgesteld door Cajetan Freiherr von Felder en Rudolf Felder in een publicatie uit 1867.

## Verspreiding
De soort komt voor in Bolivia en Ecuador.

## Ondersoorten
- Junonia vestina vestina C. & R. Felder, 1867
- Junonia vestina livia Fruhstorfer, 1912
  - = Junonia livia Fruhstorfer, 1912
  - = Junonia lavinia livia Fruhstorfer, 1912